# Liste der Monuments historiques in Pars-lès-Chavanges
Die Liste der Monuments historiques in Pars-lès-Chavanges führt die Monuments historiques in der französischen Gemeinde Pars-lès-Chavanges auf.

## Liste der Immobilien
| Bezeichnung      | Beschreibung           | Standort               | Kennzeichnung | Schutzstatus | Datum | Bild           |
| ---------------- | ---------------------- | ---------------------- | ------------- | ------------ | ----- | -------------- |
| Kirche St-Hubert | ab dem 12. Jahrhundert | Rue de l’Église (Lage) | PA00078177    | Inscrit      | 1988  | weitere Bilder |

## Liste der Objekte
| Bezeichnung                        | Beschreibung                                                                                         | Standort                       | Kennzeichnung | Schutzstatus | Datum | Bild           |
| ---------------------------------- | --- | ------------------------------ | ------------- | ------------ | ----- | -------------- |
| Kreuzigungsfenster                 | aus dem 16. Jahrhundert                                                                              | in der Kirche St-Hubert (Lage) | PM10001446    | Classé       | 1913  | weitere Bilder |
| Reiterskulptur Heiliger Hubertus   | Holz, farbig gefasst, 16. Jahrhundert; im Musée Napoléon in Brienne-le-Château deponiert             | in der Kirche St-Hubert (Lage) | PM10001447    | Classé       | 1960  |                |
| Statuenreliquiar Heiliger Hubertus | Kupfer, versilbert, um 1500; im Musée Napoléon in Brienne-le-Château deponiert                       | in der Kirche St-Hubert (Lage) | PM10003703    | Inscrit      | 1994  |                |
| Skulptur Madonna mit Kind          | Holz, 16. Jahrhundert                                                                                | in der Kirche St-Hubert (Lage) | PM10001448    | Classé       | 1960  |                |
| Prozessionsstab Hubertuslegende    | Holz, farbig gefasst, Anfang des 17. Jahrhunderts; im Musée Napoléon in Brienne-le-Château deponiert | in der Kirche St-Hubert (Lage) | PM10001449    | Classé       | 1960  |                |
| Gefäße für die heiligen Öle        | Zinn, 19. Jahrhundert; im Musée Napoléon in Brienne-le-Château deponiert                             | in der Kirche St-Hubert (Lage) | PM10003704    | Inscrit      | 1994  |                |